# イタリアのエジプト侵攻
イタリアのエジプト侵攻（イタリアのエジプトしんこう）は、第二次世界大戦の北アフリカ戦線においてイタリア王国（以下「イタリア」と記す。）がイギリス、イギリス連邦及び自由フランスに対し取った攻勢である。
この侵攻における当初の目標はスエズ運河の制圧だった。イタリア軍がイタリア領リビア（以下「リビア」と記す。）からスエズに到達するためには、エジプト王国（以下「エジプト」と記す。）北部を通過する必要があった。何度か攻撃は延期され、さらに攻勢の規模は当初よりも縮小された。 最終的に目標はエジプトへの侵攻と、その前面の敵部隊に対し攻撃を行なうことになった。
イタリア軍はこの攻勢で約65 mi (105 km)エジプト領内へ侵攻した一方、イギリス軍の遅滞作戦部隊とは接触したものの、その主力部隊との本格的な交戦の機会はなかった。遅滞作戦は第7機甲師団  (en)  中の1個旅団強の部隊（第7支援群  (en) ）がこれにあたった。第7機甲師団及びインド第4歩兵師団 (en) の残りの部隊から成るイギリス軍の主力は、イタリア軍が侵入した地点から約80 mi (130 km)離れたマルサ・マトルー (مرسى مطروح  (en) ) に設定された主防衛陣地へ配置された。

## 背景
1940年6月10日、イタリアはナチス・ドイツ側について、イギリス、フランスに対し宣戦布告した。これに対し、6月13日、エジプトのサブリ内閣はイタリアと国交を断絶し、中立を宣言した。1939年9月の段階で、エジプト政府はドイツに対して国交を断絶していた。
イギリスは1936年にアングロエジプト（イギリス・エジプト）条約 (en) を結んでいたものの、条約の規定によるスエズ運河地帯以外からの撤兵は進んでいなかった。また、この条約には「締結国の一方が戦争に突入した場合には、他方はこれを援助する。」と規定されていた。
イタリアが参戦した時点でリビアにはイタリア軍の第5軍及び第10軍の2個軍が駐留していた。このうち、第5軍はトリポリタニアを管轄しチュニジアのフランス軍に対応していた。一方、第10軍はキレナイカを管轄し、エジプトのイギリス軍と対峙していた。この2個軍の状況は、宣戦布告時点には9個師団で構成されていた第5軍の方が大きく、第10軍は5個師団で構成されていた。フランスが降伏した後、第10軍を増強するため、第5軍から師団及び軍需物資の移動が行なわれた。エジプト侵攻時点では、第10軍は10個師団、第5軍は4個師団で構成されていた。しかしながら、キレナイカの多くのイタリア軍は輸送能力に問題を抱え、さらに将校であっても十分な訓練を受けておらず、支援部隊の状況も弱体化していた。砲兵部隊と戦車部隊はリビアのイタリア陸軍 (Regio Esercito  (en) ) の作戦参加部隊中では最も士気が高かった。けれどもその装備していた火砲の多くは小口径で旧式の威力が低いものだった。また、その戦車部隊の装備は数百輌のL3軽戦車だった。このL3軽戦車は、2人乗りで機関銃を装備したいわゆる豆戦車だった。侵攻の直前にようやく70輌のM11/39中戦車が到着した。
侵攻開始以前から、北アフリカのイタリア軍の計画は順調に進んでおらず、6月12日には既に63名が捕虜となっていた。
6月17日には、第6歩兵師団 (en) 司令部をもとに西方砂漠軍 (en)  (WDF) が組織された。西方砂漠軍はキレナイカのイタリア軍に対応する全ての部隊をもって、リチャード・オコーナー中将が指揮をとることとなった。オコーナーは司令官に就任するにあたり中将に昇任したもので、航空機、戦車及び火砲に支援された10,000名の将兵がその指揮下となった。オコーナーに与えられた任務は、国境地帯で積極的に哨戒を行い活発な戦闘を行なうことであった。彼は砂漠の無人地帯を支配するために、第7機甲師団の戦車、歩兵及び砲兵を組み合わせたジョック戦列 (en) とよばれる部隊を編成した。この部隊は小規模ながら、よく訓練された正規部隊で、国境地帯のイタリア軍輸送部隊や防御を固めた防衛拠点を急襲した。イタリア宣戦布告後の1週間の内に、イギリス第11軽騎兵隊 (en) によりリビア領内のフォート・カップツッオ (en) が占領された。さらに、イギリス軍はバルディア (البردية  (en) ) の東方で待ち伏せを行い、イタリア第10軍工兵司令官ラストゥッチ将軍を捕虜にした。
6月28日、イタリア北アフリカ軍総司令官、リビア総督イタロ・バルボ空軍元帥がトブルク (طبرق)の飛行場への着陸時に味方の誤射により死亡した。彼は同世代の将軍たちに比べ戦争における近代的技術の効果をより深く理解していたものとみられていた。また、彼はイタリア軍の北アフリカにおける成功は敵の意表をつく迅速な攻撃しかないものとみていた。バルボはイタリアの宣戦布告前にムッソリーニに対し彼の思っている問題点を、こう述べていた。「私が問題にしているのは将兵の数ではなく、その装備している兵器であり…その数は不足し、火砲は非常に旧式で対戦車及び対空兵器として使えず…これら移動と戦闘に必要な兵器を供給できないならば、何千名の将兵を送り込んだとしても無駄なことであります。」そして、彼は千台のトラック、百台の給水車ともっと多くの中戦車及び対戦車砲を要求していた。これらは、イタリアでは不足しており、なかには製造すらできないものもあった。この彼の要求に対し、ローマの参謀総長ピエトロ・バドリオは簡単に約束するとの返事を送った。これについてバドリオは「70輌もの中戦車があれば、戦況を支配することができるだろう。」と考えていた。バルボは死ぬ前に、エジプト侵攻を7月15日として準備を進めていた。
イタリアの頭領ベニート・ムッソリーニは死亡したバルボの後任にロドルフォ・グラツィアーニ元帥を総司令官、総督とした。ムッソリーニは彼に対し、8月8日にはエジプトへの侵攻を開始するよう命令した。これは、グラッツィアーニが抱えることとなった不可能なことのうちのひとつであった。彼はムッソリーニに対し、第10軍の侵攻作戦の準備が整っておらず、さらにこの状態では、エジプト侵攻の成功は無理であると訴えた。けれども、ムッソリーニは彼に対しなんとしても攻撃を開始するよう命令した。

## 戦場

リビアのキレナイカ地方からエジプト国境付近

イタリア軍のエジプト侵攻経路を検討した結果、イタリア軍はアレクサンドリアからの鉄道の終点であるマルサ・マトルーの占領を目指し、地中海沿岸の道路約140 mi (230 km)を迅速に侵攻してくるものと思われた。このため、イギリス軍はここを防衛拠点として準備することとした。砂漠地帯は機械化部隊の作戦行動に制約を受けない理想的な場所であった。また、断崖が海岸から平行に南方約10 mi (16 km)内陸側を走っていた。この海岸と断崖の間の平坦な地域では、進撃にさまざまなルートを選択する余地が十分あった。けれども、崖の上の台地と海岸線の平坦地との往来は小さな港町ソルーム (السلوم) 付近（近くのハルファヤ峠 (en) を含む）でしかできなかった。ここは岩が多く、機動性を妨げる自然の障害となっていた。
イタリア軍が海岸線からどれだけ離れて未開の内陸砂漠地帯の中を侵攻作戦の経路として利用できるかについては、二つの要因によって支配されていた。その一番目は、侵攻軍がどれだけの車両を物資輸送に振り向けられるかということであり、二番目は侵攻軍がどれだけの量の物資を輸送しなければならないかということだった。この中で、食糧、燃料及び交換部品は重要な物資であったが、とりわけ水が全ての物資に優先するものだった。

## 双方の戦力

### イタリア軍
マリオ・ベルティ将軍の10個師団を擁した第10軍は第20、第21、第22、第23及びリビア兵団の5個軍団に編制された。この第10軍の師団は、標準的なイタリア本国歩兵師団 (en) 、黒シャツ（歩兵）師団 (en) 及びリビア（植民地）師団 (en) であった。このうちエジプト侵攻に参加したのは、リビア兵団、第21軍団及び第23軍団であった。
リビア兵団は2個リビア師団とマレッティ戦闘団 (Raggruppamento Maletti  (en) ) により組織されていた。マレッティ戦闘団はマレッティ将軍指揮下の6個自動車化されたリビア大隊で、臨時に軍団の編制に入ったものだった。第10軍に送られたM11/39中戦車のほぼ全てがこの機械化部隊に配備されていた。マレッティがその部隊とともにエジプトへ前進していた時に、グラッツィアーニはエジプト国境から離れたトブルクで彼の幕僚とともに全イタリア軍侵攻部隊の指揮を執っていた。
砂漠における通常の戦術のとおり、ベルティ将軍は第21軍団の主に歩兵部隊を海岸沿いの道路から侵攻させた。この第21軍団のイタリア本国師団は砂漠の経験が乏しかった。本国師団の砂漠側となる南側面を、経験豊富なリビア師団と機械化されたマレッティ戦闘団を進ませた。ベルティの地上部隊はイタリア空軍 (Regia Aeronautica) リビア航空軍団の様々な機種からなる300機の航空機の支援を受けた。リビア航空軍団は4個爆撃航空団、1個戦闘航空団、3個戦闘群、2個偵察群及び2個植民地偵察飛行隊で編制されていた。この航空軍団には、サヴォイア・マルケッティ SM.79爆撃機、ブレダ Ba.65 (en) 対地攻撃機、フィアット CR.42戦闘機及びIMAM Ro.37 (en) 、カプロニ Ca.309 (en) 及びカプロニ Ca.310bis (en) 偵察機が配備されていた。また航空軍団は、戦場での陸軍に対する随伴、支援を目的として編制されていた。けれども、空軍とは異なり、ベルティに対する海軍からの支援はわずかばかりであった。イタリア海軍 (Regia Marina) は、宣戦布告以来既に10隻の潜水艦を失っていて、海軍はこの時期大きな危険を冒すわけにはいかなかった。さらに、イタリア海軍は既に深刻な燃料不足に陥っていた。

### イギリス及びイギリス連邦軍
当時、イギリス中東方面軍司令官アーチボルト・ウェーヴェル将軍のエジプト領内での兵力は支援及び管理部門も含め約36,000名であった。彼はこれだけの兵力で、リビア約250,000名及び東アフリカ約250,000名ものイタリア軍からエジプト及びスエズ運河を防衛しなければならなかった。西方砂漠軍はイタリア軍の侵攻に直面することとなり、この時点で同軍はノエル・ベレスフォード＝ペレス (en) 少将指揮下のインド第4歩兵師団 (en) （いくつかの部隊を他方面へ派遣していた。）及びマイケル＝オムーア・クレアー (en) 少将指揮下の第7機甲師団 (en) （後に「砂漠のねずみ」と称された同師団であったが、この時点ではインド第4歩兵師団同様にいくつかの部隊を欠いていた。）により構成されていた。イタリア軍のマルサ・マトルーへの攻撃を見越し、イギリス軍は8月半ばにウィリアム・ゴット (en) 准将指揮下の第7支援群 (en) を国境地帯の前線に残し、機甲部隊の大半をマルサ・マトルー近郊に集中的に配置するために前線から撤退させた。この第7支援群（自動車化歩兵大隊3個、支援砲兵隊、工兵隊分遣隊及び機関銃隊で構成されていた。）は間断なく攻撃を仕掛け、ただしイタリア軍の侵攻作戦が開始された場合には本格的な交戦を避け、できるだけ侵攻を遅らせ時間を稼ぐよう指令を受けた。イギリス軍はこの戦術により、わずかな損害で国境地帯からマルサ・マトルーまでの間を防衛し、マルサ・マトルーを防衛拠点として侵攻から守り抜くこととした。
イギリス軍の防衛計画は、第11軽騎兵隊（師団偵察連隊）を含む第7支援群を基幹とした遅滞作戦部隊によりイタリア軍がマルサ・マトルーへ攻撃を開始する前に、絶えず攻撃を繰り返させながら、この部隊をマルサ・マトルーへ撤退させるというものだった。マルサ・マトルーでは強力な歩兵部隊がイタリア軍の攻撃を待ち構え、さらには砂漠の山脈の急斜面において第7機甲師団の主力部隊が反撃の態勢を整えていた。遅滞作戦部隊の標的は部隊の実際の規模よりも大きかった。
支援群の多くは、その機動力を侵攻側面にあたる砂漠地帯で生かし、海岸線の道路を遮断する任務は、コールドストリームガーズ第3大隊（ライフル軍団第1大隊所属の1個中隊を付属）と自由フランス海兵隊1個機械化中隊（それぞれ砲兵部隊と機関銃部隊により支援を受けていた。）が担当した。
1940年5月末に中東のイギリス空軍は205機の航空機を保有していた。その内容は、旧式のブリストル ボンベイ (en) とブリストル ブレニム中爆撃機が合わせて96機、旧式のグロスター グラディエーター戦闘機75機と他の型の戦闘機が34機だった。6月には4機のホーカー ハリケーン戦闘機が到着したものの、このうちの1機だけが西方砂漠軍向けの予備であった。
7月の末には、イギリス海軍は東地中海を支配するに至った。イギリス海軍はイタリア軍の沿岸陣地への砲撃が可能となり、マルサ・マトルーを越えた沿岸部までの物資輸送を護衛することができた。

## 侵攻
1940年8月10日、ムッソリーニはグラッツィアーニ元帥に向け厳命を発した。
「イギリス本土上陸作戦（アシカ作戦）の実施が決定され、準備に入った。実行日は週内もしくは月内であり、ドイツ軍のイギリス本土上陸の日には貴官も侵攻を開始していなければならない。繰り返すようだが、この命令は地域の占領自体を目的としているのではない。アレクサンドリアであろうがソルームであろうが、そこの占領を要求しているのではない。私が求めているのは、ただ貴官が貴官の目の前のイギリス軍を攻撃しているということである。」
ムッソリーニの厳命に応え、グラッツィアーニは第10軍司令官ベルティ将軍に対し8月27日を侵攻開始として準備するよう指令した。けれども、グラッツィアーニ、ベルティあるいは他の北アフリカの将軍の中で侵攻の成功を信じている者はいなかった。ローマの総参謀長バドリオ元帥は十分な物資の供給を約束したが、それは現地には届いていなかった。
9月8日グラッツィアーニは（解任の恐怖にさらされながら）翌日エジプトへ侵攻することとなった。
5個歩兵師団にマレッティ戦闘団を加えたイタリア軍によりエジプト侵攻が行なわれた。侵攻には動員可能なリビアの植民地部隊のほとんどが含まれていた。リビア植民地部隊、リビア兵団を構成していたリビア師団には正規のリビア騎兵（サヴァーリー (en) とよばれる）が含まれていた。また、同師団は砂漠専門の部隊及びラクダ部隊、歩兵大隊、砲兵及び非正規騎兵（スィパーヒー (en) とよばれる）も編制の中に入っていた。
侵攻計画は輸送能力不足に対応して変更が行なわれた。側面の砂漠を侵攻経路とする案は変更され、第1 (en) 及び第2リビア師団 (en) が海岸道路近くの経路から第23軍団の先鋒部隊として侵攻することとなった。マレッティ戦闘団は侵攻側面の護衛部隊としての役割が与えられた。第10軍司令官ベルティの戦車及び砲兵部隊の用法は、単独の戦力として用いるのではなく、あくまでも歩兵の随伴戦力として運用するというものだった。
1940年9月9日、イタリア空軍機によるイギリス空軍機に対する航空戦が開始された。リビア東部からエジプト西部の空域でイタリア空軍戦闘機 CR.42とイギリス空軍戦闘機グロスター グラディエーターとの戦闘が行なわれた。また、双方の爆撃機はそれぞれ敵の防御陣地に対し空爆を行なった。イギリス空軍はトブルクほかイタリア軍侵攻部隊背後の中間準備地域（新作戦任務に加わる部隊の準備、集結地）を爆撃した。これに対しイタリア空軍は侵攻経路のイギリス軍防衛陣地の戦力を弱めるために爆撃を行なった。
この侵攻の過程で1個師団は進路を見失い、多くの車輌のエンジンがオーバーヒートを起こすなど、イタリア軍地上部隊の侵攻は困難を極めるものだった。一方、数で圧倒されていたイギリス軍は、地雷を敷設し順次撤退を続けた。
不幸なことに、マレッティ戦闘団はエジプト国境近くのリビア側の侵攻開始地点、シディ・オマール (Sidi Omar) へたどり着けず、動けなくなっていた。この結果、イタリア軍地上部隊の侵攻開始はゆっくりと始まった。イタリア軍は自身の発する無線通信を傍受され、これらの情報は筒抜けだった。9月10日に至るまで、マレッティ戦闘団は砂漠を通過しながらその進路前方の第11軽騎兵隊を発見できなかった。濃霧がイギリス軍を隠し、イタリア軍の緩慢な前進の追跡を可能にした。霧が晴れた時に、第11軽騎兵隊は上空のイタリア空軍機と地上の戦車及び砲兵の攻撃の標的となった。
9月13日、6月にイギリス軍第11軽騎兵隊に占領されていたリビア領内のフォート・カプッツォが、第1黒シャツ師団『3月23日』により奪還された。この日、イタリア軍はリビア・エジプト国境を越えた。エジプト侵攻作戦を開始した4日後にようやくエジプト領内に侵入することができた。
同日、ソルームでは、コールドストリームガーズ第3大隊の1個小隊が第1リビア師団全体の唯一の標的となっていた。その前に平地でリビア兵団の火砲、戦車及び輸送車両は隊列を組み整列していた。嵐のような砲撃が台地上のイギリス軍前哨陣地の上に降り注いだ。けれども、弾幕射撃が開始された時点で既に前哨陣地の部隊はハルファヤ峠を下り撤退していた。砲声が轟き、これにより地平線下で視認できないイギリス軍の小部隊からの執拗な攻撃に悩まされていたイタリア軍将兵は勇気づけられることとなった。
イタリア軍の4個師団の大部分は小競り合いだけで峠をゆっくりと通過していった。イタリア軍はイギリス軍が撤退して行った時に敷設していった地雷により、いくらかの損害を被った。また、ほとんどイギリス軍兵士と遭遇することがなかった。破壊され、放棄されたイギリス軍車輌の存在がイギリス軍部隊が既に撤退していたことを無言で示していた。
9月16日、アラム・エル・ダブ (Alam el Dab) 付近の海岸道路から内陸部へ移動しようとしたイタリア軍の大規模な戦車部隊により、コールドストリームガーズ第3大隊は孤立した。この時に、無線通信により第11軽騎兵隊への援助要請が通じ、第3大隊は包囲を免れた。同日の終わりには、防衛部隊のほとんどがマルサ・マトルー付近への撤退に成功した。この時、イタリア軍はこの侵攻する予定であった最も遠い地点まで来ていて、第1黒シャツ師団はシディ・バラーニ (سيدي براني  (en) ) を占領していた。
イタリア軍はシディ・バラーニの先 10 mi (16 km) にあるマクティラ (Maktila) まで進んで、グラッツィアーニは装備と物資補給を理由に侵攻を停止した。彼は、ムッソリーニとバドリオに対し彼の抱えている問題点を述べた。その際、彼は彼の部隊の移動が徒歩であるために、マルサ・マトルーへの行軍は6日を要すると述べた。また、物資を要求したその中で、新たに600頭のラバが付け加えられていた。このことは、彼が輸送用の車輌を望んでも無理なものとあきらめていたとみられる。

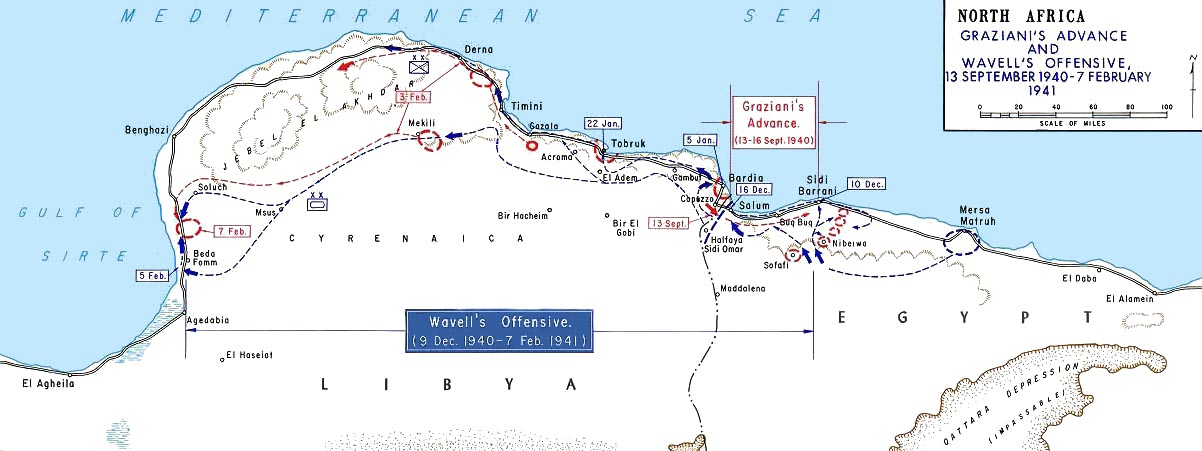
イタリアの侵攻とイギリスの反攻

侵攻を通じ、イタリア軍はいくつかのイギリス軍の飛行場を占領した。
ムッソリーニが侵攻を継続するよう督促したにもかかわらず、グラッツィアーニはシディ・バラーニで塹壕陣地を築いた。さらに加えて、彼はマクティラ (Maktila) 、トゥマー (Tummar) 、ニベイワ (Nibeiwa) 及び崖の上の台地上のソファフィ (Sofafi) の9か所に堅固な防御を施した基地を建設した。また彼は、後方のブク・ブク (Buq Buq) 、シディ・オマール及びハルファヤ峠にイタリア本国師団を配置した。グラッツィアーニはマルサ・マトルーのイギリス軍主力防衛陣地の約80 mi (130 km) 西までにしか到達できなかった。

## 結果とその後
最終的にイタリア軍のエジプト侵攻はイギリス軍の主防衛陣地にまでいたらなかった。また、続けてマルサ・マトルーへの攻撃も行なわれなかった。この侵攻は、当初の目標としていたスエズ運河のはるか手前で終わった。
この時のイギリス軍について、ウェーヴェル将軍は次のように記している。
この忍耐と戦術眼を要した撤退作戦において、冷静かつ効果的な方法により、支援群を指揮したウィリアム・ゴット准将と砲兵隊を指揮したキャンベル中佐に最大限の栄誉が与えられるべきである。
ムッソリーニは10月26日、イタリア軍のエジプト侵攻に関し、次のように自問した。
シディ・バラーニを占領して40日経過し、この停滞はどちらにとって有利であるか、我々であるか、それとも敵であるか、私は自問した。私はそれに答えるに躊躇しない。それは、我が方よりも確実に敵にとってより有利であった。そして、この件について今後もこの作戦を継続したいと思っているのかどうかの回答を出すべき時になっている。
2日後の10月28日、イタリア軍はギリシャ侵攻を開始し、これによりムッソリーニの関心はエジプト及びグラッツィアーニから離れていった。けれども、グラッツィアーニはゆっくりとではあったが、物資補給路を整備し、侵攻継続の準備を進めていた。イタリア軍のマルサ・マトルーへの攻撃開始は、12月15日あるいは18日と設定された。しかしすぐに、グラッツィアーニとイタリア軍はエジプトにおいて主導権を失うこととなった。
1940年12月8日、イギリス軍はイタリア軍の拠点シディ・バラーニの外殻防衛線のイタリア軍陣地に対し攻撃を開始した。このとき、第10軍司令官ベルティ将軍が病気となり、イータロ・ガリボルディ将軍が臨時に指揮を執っていた。イギリス軍の攻撃は完全な成功を収め、エジプトにあったイタリア第10軍で壊滅を免れ、撤退できた部隊はわずかであった。12月11日には、イギリス軍の攻撃はコンパス作戦と呼ばれた本格的な反攻作戦となった。イタリア軍はリビアへ向け後退に後退を重ね、エジプト侵攻開始地点よりも後退し、イタリア第10軍は壊滅した。
またイギリス軍は、「1936年のアングロエジプト条約」の規定にかかわらず、イタリア軍の侵攻により兵を増員し、エジプト全土を占領、主要基地に軍政を敷いた。